# ليونيداس د. روبنسون
ليونيداس د. روبنسون (بالإنجليزية: Leonidas D. Robinson)‏ هو محامي وسياسي أمريكي، ولد في 22 أبريل 1867 في مقاطعة أنسون في الولايات المتحدة، وتوفي في 7 نوفمبر 1941. حزبياً، نشط في الحزب الديمقراطي. وقد انتخب عضو مجلس نواب كارولينا الشمالية وانتخب عضو مجلس النواب الأمريكي.